# St. Eriksplan
S:t Eriksplan – stacja sztokholmskiego metra, leży w Sztokholmie, w dzielnicy Norrmalm, w Vasastaden. Na zielonej linii (T17, T18 i T19), między stacjami Fridhemsplan a Odenplan. Dziennie korzysta z niej około 21 500 osób.
Stacja znajduje się około 8 metrów pod ziemią, równolegle do S:t Eriksgatan. Posiada dwa wyjścia, północne przy Tomtebogatan róg z S:t Eriksgatan i południowe przy St. Eriksplan i S:t Eriksgatan róg Rörstrandsgatan. Stację otworzono 26 października 1952, składy jeździły wówczas na linii Hötorget - Vällingby. Posiada jeden peron.
Około 400 metrów od stacji S:t Eriksplan znajduje się przystanek pendeltågu Karlbergs.

## Czas przejazdu
| Linia | Stacja          | Czas przejazdu | Stacja                         | Czas przejazdu     |
| T17   | Åkeshov         | 16 min         | T-Centralen Gamla stan Slussen | 7 min 9 min 10 min |
| T17   | Skarpnäck       | 27 min         | T-Centralen Gamla stan Slussen | 7 min 9 min 10 min |
| T18   | Alvik           | 9 min          | T-Centralen Gamla stan Slussen | 7 min 9 min 10 min |
| T18   | Farsta strand   | 32 min         | T-Centralen Gamla stan Slussen | 7 min 9 min 10 min |
| T19   | Hässelby strand | 28 min         | T-Centralen Gamla stan Slussen | 7 min 9 min 10 min |
| T19   | Hagsätra        | 31 min         | T-Centralen Gamla stan Slussen | 7 min 9 min 10 min |

## Otoczenie
W najbliższym otoczeniu stacji znajdują się:
- Filadelfiakyrkan
- Vasaparken
- Amfiteatr